# TV조선 뉴스 9
《TV조선 뉴스 9》은 대한민국 TV조선에서 평일 밤 9시에 방송되는 TV조선의 메인 뉴스 프로그램이다. 2011년 12월 1일부터 TV조선 뉴스 날 후속으로 편성되었다. 주말에는 《TV조선 뉴스 7》으로 주말 저녁 7시에 방송된다.

## 앵커

### 평일 (뉴스 9)
- 윤정호 보도본부장
- 최원희 편집1부 기자

### 주말 (뉴스 7)
- 김명우 국제부장
- 이채림 정치부 기자

## 역대 앵커

### 평일

#### 남자
- 김진우 아나운서 (2011년 12월 1일 ~ 2012년 2월 5일)
- 김기성 기자 (2012년 2월 6일 ~ 2012년 9월 16일)
- 최희준 보도국장, 보도본부장, 편성실장 (2012년 9월 17일 ~ 2016년 5월 1일)
- 이하원 논설위원 (2016년 5월 2일 ~ 2016년 10월 30일)
- 윤정호 보도국 부국장 (2016년 10월 31일 ~ 2017년 6월 30일)
- 전원책 변호사 (2017년 7월 1일 ~ 2017년 12월 10일)
- 신동욱 보도본부 부본부장, 보도본부장, 뉴스총괄프로듀서 상무 (2017년 12월 11일 ~ 2023년 12월 31일)
- 윤정호 보도본부장 (2024년 1월 1일 ~ 현재)

#### 여자
- 이하정 아나운서, 방송인 (2011년 12월 1일 ~ 2012년 9월 16일)
- 김미선 정치부 차장 (2012년 9월 17일 ~ 2015년 5월 31일)
- 오현주 산업부 기자 (2015년 6월 1일 ~ 2016년 10월 30일)
- 정혜전 문화연예부장 (2016년 10월 31일 ~ 2017년 3월 5일)
- 오현주 산업부 기자 (2017년 3월 6일 ~ 2019년 5월 12일)
- 윤우리 정치부 차장대우 (2019년 5월 13일 ~ 2024년 10월 20일)
- 최원희 정치부 기자, 편집1부 기자 (2024년 6월 24일 ~ 2024년 6월 26일, 2024년 8월 1일 ~ 2024년 8월 4일 (임시), 2024년 10월 21일 ~ 현재)

### 주말

#### 남자
- 최희준 보도국장 (2011년 12월 1일 ~ 2012년 1월 22일)
- 윤정호 워싱턴 특파원 (2012년 1월 23일 ~ 2012년 9월 16일)
- 김명우 기자 (2015년 6월 1일 ~ 2015년 7월 26일)
- 강동원 기자 (2015년 7월 27일 ~ 2016년 2월 7일)
- 이하원 논설위원 (2016년 2월 8일 ~ 2016년 5월 8일)
- 강동원 기자 (2016년 5월 9일 ~ 2016년 6월 12일)
- 이상목 문화연예부장 (2016년 6월 13일 ~ 2019년 9월 15일)
- 박정훈 정치부장 (2019년 9월 16일 ~ 2021년 3월 28일)
- 김명우 편집2부장, 국제부장 (2021년 3월 29일 ~ 현재)

#### 여자
- 김지언 아나운서 (2011년 12월 1일 ~2012년 2월 5일)
- 이승연 기자 (2012년 2월 6일 ~ 2012년 9월 16일)
- 윤슬기 사회부 차장 (2015년 9월 7일 ~ 2016년 2월 7일)
- 김미선 정치부 차장 (2016년 2월 8일 ~ 2016년 5월 1일)
- 윤우리 정치부 기자 (2016년 5월 9일 ~ 2016년 6월 12일)
- 김자민 경제산업부 기자 (2016년 6월 13일 ~ 2019년 5월 12일)
- 송무빈 기획취재부 기자 (2019년 5월 13일 ~ 2019년 9월 15일)
- 오현주 경제산업부 기자, 정치부 기자, 시사보도부 기자, 산업부 기자 (2019년 9월 16일 ~ 2024년 10월 20일)
- 홍연주 정치부 기자 (2024년 10월 21일 ~ 2025년 7월 27일)
- 이채림 정치부 기자 (2025년 8월 2일 ~ 현재)

## 기상캐스터
- 정희지
- 박선민

## 타이틀 변천사

### 매일
- TV조선 뉴스쇼 판 : 2012년 9월 17일 ~ 2016년 10월 30일
- TV조선 종합뉴스 9 : 2017년 7월 1일 ~ 2017년 12월 10일
- TV CHOSUN 뉴스 9 : 2017년 12월 11일 ~ 현재

- TV조선 뉴스 7 : 2012년 9월 17일 ~ 2013년 2월 12일
- TV조선 뉴스 : 2013년 2월 13일 ~ 2015년 9월 6일
- TV조선 종합뉴스 7 : 2017년 7월 1일 ~ 2017년 12월 10일
- TV CHOSUN 뉴스 7 : 2017년 12월 11일 ~ 현재

- TV조선 뉴스 날 : 2011년 12월 1일 ~ 2012년 9월 16일
- TV조선 뉴스 판 : 2016년 10월 31일 ~ 2017년 6월 30일

## 시보 광고
뉴스 시작 직전 송출되는 시보는 2011년 12월부터 현대자동차그룹인 현대자동차가 시보 광고에 자주 등장하였으며, 2023년 7월부터는 기아(KIA)가 그 자리를 이어가고 있다.

## 같이 보기
- KBS 뉴스 9 (KBS 1TV)
- MBC 뉴스데스크 (MBC TV)
- SBS 8 뉴스 (SBS TV)
- EBS 저녁뉴스 (EBS 1TV)
- JTBC 뉴스룸 (JTBC)
- MBN 뉴스7 (MBN)
- MBN 뉴스센터 (MBN)
- 뉴스A (채널A)
- YTN 뉴스NIGHT (YTN)
- 뉴스투나잇 (연합뉴스TV)